# Годзянув
Годзянув (пол. Godzianów) — село в Польщі, у гміні Годзянув Скерневицького повіту Лодзинського воєводства. Населення — 848 осіб (2011).
У 1975-1998 роках село належало до Скерневицького воєводства.

## Демографія
Демографічна структура станом на 31 березня 2011 року:
|          | Загалом | Допрацездатний вік | Працездатний вік | Постпрацездатний вік |
| -------- | ------- | ------------------ | ---------------- | -------------------- |
| Чоловіки | 427     | 96                 | 291              | 40                   |
| Жінки    | 421     | 76                 | 245              | 100                  |
| Разом    | 848     | 172                | 536              | 140                  |